# Lee Kyung-hwan
Dans ce nom, le nom de famille, Lee, précède le nom personnel.
Lee Kyung-hwan (né le 21 mars 1988 et mort le 16 avril 2012 à Incheon) est un footballeur sud-coréen.

## Biographie
En 2011, Lee Kyung-hwan est impliqué dans un scandale des matchs truqués (en) dans le championnat sud-coréen. Suspendu à vie par la fédération de Corée du Sud de football, il se suicide par défenestration, le 16 avril 2012 dans la ville d'Incheon.